# Точі Чуквуані
Точі Філ Чуквуані (дан. Tochi Phil Chukwuani, нар. 24 березня 2003, Герлев, Данія) — данський футболіст нігерійського походження, півзахисник клубу «Штурм» (Грац).

## Ігрова кар'єра

### Клубна
Точі Чуквуані народився у місті Герлев у родині нігерійських переселенців. Грати у футбол почав у молодіжній команді клубу «БК 93». Згодом він приєднався до футбольної академії клубу «Норшелланн». У липні 2019 року футболіст підписав контракт з клубом до 2022 року. Першу гру в основі Чуквуані провів у вересні 2019 року. У липні 2020 року футболіст забив перший гол у складі команди і став наймолодшим бомбардиром клубу в історії Суперліги.
Вже у квітні 2022 року стало відомо, що Чуквуані підписав контракт з італійським клубом «Верона». Але пізніше футболіст не зміг пройти медичний огляд і мусив відмовитися від продовження кар'єри в Італії.
Після кількох тренувань у складі клубу «Люнгбю» у серпні 2022 року Чуквуані підписав з клубом контракт на два роки.

### Збірна
З 2018 року Точі Чуквуані виступає у складі юнацьких збірних Данії.

## Титули і досягнення
- Чемпіон Австрії (1):

«Штурм»: 2024-25